# Bartosz Gradowski
Bartosz Gradowski – polski kierowca wyścigowy.

## Biografia
W 2005 roku debiutował w Polskiej Formule 3. Ścigał się wówczas Estonią i zajął ósme miejsce w klasyfikacji. Sezon później był szósty, a w roku 2006 – siedemnasty. W sezonie 2008 zdobył dwa podia i zajął czwarte miejsce w klasyfikacji końcowej.
Po rozwiązaniu Polskiej Formuły 3 w sezonie 2009 wystartował Fiatem Cinquecento w klasie open Wyścigowego Pucharu Polski. Gradowski wygrał puchar, pokonując kierowców ścigających się takimi pojazdami, jak BMW 635 czy BMW M3. W sezonie 2010 zmienił pojazd na Fiata Seicento i zajął nim ósme miejsce w klasyfikacji generalnej.

## Wyniki w Polskiej Formule 3
| Legenda oznaczeń w tabelach wyników Wyświetl szablon na nowej stronie | Legenda oznaczeń w tabelach wyników Wyświetl szablon na nowej stronie                                                                     |
| Oznaczenie                                                            | Wyjaśnienie |
| --------------------------------------------------------------------- | --- |
| Złoty                                                                 | Zwycięzca lub mistrzostwo |
| Srebrny                                                               | 2. miejsce lub wicemistrzostwo |
| Brązowy                                                               | 3. miejsce lub II wicemistrzostwo |
| Zielony                                                               | Ukończył, punktował (w klasyfikacji generalnej, gdy zdobył co najmniej jeden punkt na przestrzeni sezonu, poza trzema powyższymi opcjami) |
| Niebieski                                                             | Ukończył, nie punktował (w klasyfikacji generalnej, gdy nie zdobył co najmniej jednego punktu na przestrzeni sezonu)                      |
| Czerwony                                                              | Nie zakwalifikował się (NZ) |
| Czerwony                                                              | Nie prekwalifikował się (NPK) |
| Różowy                                                                | Nie ukończył (NU) |
| Różowy                                                                | Niesklasyfikowany (NS) (w klasyfikacji generalnej, gdy nie został sklasyfikowany w żadnym wyścigu sezonu)                                 |
| Czarny                                                                | Zdyskwalifikowany (DK) |
| Czarny                                                                | Wykluczony (WYK/EX) |
| Biały                                                                 | Nie wystartował (NW) |
| Biały                                                                 | Kontuzjowany (K/INJ) |
| Biały                                                                 | Wyścig odwołany (OD/C) |
| Bez koloru                                                            | Został wycofany (WYC/WD) |
| Bez koloru                                                            | Nie przybył (NP/DNA) |
| Bez koloru                                                            | Nie brał udziału w treningach (NT/DNP) |
| Bez koloru                                                            | Nie został zgłoszony (–) |
| Pogrubienie                                                           | Start z pole position |
| Kursywa                                                               | Najszybsze okrążenie wyścigu |
| †                                                                     | Nie ukończył, ale jego rezultat został zaliczony ze względu na przejechanie więcej niż 90% dystansu wyścigu.                              |
| *                                                                     | Sezon w trakcie |
| 1/2/3                                                                 | Punktowana pozycja w sprincie |
| Lista systemów punktacji Formuły 1                                    | |

| Rok  | Zespół                 | Samochód   | Silnik | Wyniki w poszczególnych eliminacjach | Wyniki w poszczególnych eliminacjach | Wyniki w poszczególnych eliminacjach | Wyniki w poszczególnych eliminacjach | Wyniki w poszczególnych eliminacjach | Wyniki w poszczególnych eliminacjach | Wyniki w poszczególnych eliminacjach | Wyniki w poszczególnych eliminacjach | Wyniki w poszczególnych eliminacjach | Pkt. | Msc. |
| ---- | ---------------------- | ---------- | ------ | ------------------------------------ | ------------------------------------ | ------------------------------------ | ------------------------------------ | ------------------------------------ | ------------------------------------ | ------------------------------------ | ------------------------------------ | ------------------------------------ | ---- | ---- |
| 2005 |                        |            |        | Polska                               | Polska                               | Polska                               | Polska                               | Polska                               | Polska                               | Niemcy                               | Niemcy                               | Polska                               | 92   | 8    |
| 2005 | Automobilklub Kielecki | Estonia 21 | Łada   | -                                    | 6                                    | 6                                    | -                                    | 8                                    | 7                                    | NU                                   | NU                                   | 5                                    | 92   | 8    |
| 2006 |                        |            |        | Czechy                               | Czechy                               | Polska                               | Polska                               | Polska                               | Polska                               | Polska                               | Polska                               |                                      | 19   | 6    |
| 2006 | Automobilklub Kielecki | Estonia 25 | Łada   | 5                                    | 4                                    | 4                                    | NW                                   | NU                                   | 6                                    | 4                                    | 6                                    |                                      | 19   | 6    |
| 2007 |                        |            |        | Polska                               | Polska                               | Niemcy                               | Niemcy                               | Polska                               | Węgry                                | Węgry                                | Polska                               | Polska                               | 4    | 17   |
| 2007 | Automobilklub Kielecki | Estonia 25 | Łada   | 8                                    | 11                                   | -                                    | -                                    | 10                                   | 11                                   | 11                                   | -                                    | -                                    | 4    | 17   |
| 2008 |                        |            |        | Czechy                               | Czechy                               | Niemcy                               | Niemcy                               | Polska                               | Polska                               | Czechy                               | Czechy                               |                                      | 24   | 4    |
| 2008 | Automobilklub Kielecki | Estonia 25 | Łada   | 2                                    | 3                                    | 4                                    | 4                                    | NU                                   | NU                                   | -                                    | -                                    |                                      | 24   | 4    |